# カリフォルニア工科大学
カリフォルニア工科大学（カリフォルニアこうかだいがく、英語: California Institute of Technology）は、米国カリフォルニア州ロサンゼルス郡パサデナ市に本部を置く私立大学である。
Caltech（カルテック）の通称で知られ、東部のマサチューセッツ工科大学Massachusetts Institute of Technology（MIT）と並んでアメリカ合衆国でもっとも権威のある科学技術の専門大学のひとつ。
教育・研究は、生物学、化学・化学工学、技術・応用科学、地学・惑星科学、人文・社会科学、物理学・数学・天文学の6部門を中心として構成されている。その水準はきわめて高く、2024年までに教員・卒業生らのノーベル賞受賞者は46人。学部の合格率も3.14%と全米最難関のグループである（2023年）。
附属するジェット推進研究所が、NASA（アメリカ航空宇宙局）の無人探査機等の研究開発と運用を行っていることでも広く知られる。
THE世界大学ランキングでは世界総合・米国内ともに第7位（2024年）、USニューズ誌の米国内ランキングでも第7位となっている（2024年）。
学部生1,023人、大学院生1,440人(2023年12月)と、学生数は同じ私立工科大学のMIT等と比較しても小規模である一方、教員数は300人を超え、学部生:教員の比率は約3:1である。
校訓は、"The truth shall make you free"（「真理はあなたたちを自由にする」）。その一文が「ヨハネによる福音書 8:32」にある。
カリフォルニア大学、カリフォルニア州立大学、南カリフォルニア大学とは別組織である。

## 歴史
1891年9月に、ロサンゼルス郡パサデナ市の慈善家エイモス・トループは、トループ・ポリテクニク・インスティテュート (Throop Polytechnic Institute) （カリフォルニア工科大学の前身）を設立する目的で、パサデナ市にあるウスターブロックをカリフォルニア州から借り受けた。
1891年11月、この学校は開学し、31人の学生を受け入れ6学科でスタートした。その後、天文学者ジョージ・ヘールがパサデナへ着任した。ウィルソン山天文台で台長を務めたヘールは、1907年に同校の評議会のメンバーとなり、大学を工学と科学研究のための、全米で第一級施設と教育機関となるようにその情熱を傾けた。ヘールのリーダーシップの下で変化は始まった。
1920年、トループ・ポリテクニク・インスティテュートは大学名を「カリフォルニア工科大学」に名称変更した。
1921年までに、ヘールは化学者アーサーA.ノイズと物理学者ロバート・ミリカンの大学への協力を得ることができた。これらの3人の学者は、カリフォルニア工科大学の基盤作りを行い、大学の目指すべき将来ビジョンを作った。
その後、長い年月を経てカリフォルニア工科大学は、工学及び科学研究の教育機関として、さらには研究機関として、優秀性を広く評価されるようになった。
ロバート・ミリカンと彼の後継者達である、リー・ドゥ・ブリッジ、ハロルド・ブラウン、マーヴィン・ゴールドバーグ、トーマス・エバーハート らは、カリフォルニア工科大学の教育・研究をさらに充実させて、この間に、大学の教育及び研究プログラムには地質学、生物学、航空学、天文学、天体物理学、社会科学、コンピューターサイエンス、さらには計算機工学と神経システム工学など様々な領域が加えられていった。

## キャンパス
カリフォルニア工科大学はロサンゼルス郡パサデナ市の東側に124エーカーのキャンパスを構えている。パサデナ市は人口約14万人で、サンガブリエル山脈の南嶺に位置している。太平洋岸から約50km、ロサンゼルス市中心部から北東約15kmにある富裕層住宅地で、ローズボウルでも知られる。

## 組織
カリフォルニア工科大学には、現在6つの学科がある。
- 生物学・生物工学 (Biology & Biological Engineering, BBE)
- 化学・化学工学 (Chemistry & Chemical Engineering, CCE)
- エンジニアリング・応用科学 (Engineering & Applied Science, EAS)
- 地質学・惑星科学 (Geological & Planetary Sciences, GPS)
- 人文科学・社会科学 (Humanities & Social Sciences, HSS)
- 物理学・数学・天文学 (Physics, Mathematics & Astronomy, PMA)

さらに6つの学科からなる研究及び教育組織の下に、科学、数学、エンジニアリングと人文科学と人間科学に関する約40の研究及び教育プログラムが存在する。

## 学生の人種構成
MITやUCLAなどと同様、中国系・韓国系などの学生が多く、学部生の44%をアジア系が占めている。また、留学生は学部で12%、大学院では半数近くの46%にも及び、日本からも10名前後の留学生が在籍している。
|                                                | 学部生 | 大学院生 |
| ---------------------------------------------- | ------ | -------- |
| ネイティブ・アメリカン                         | 1 %    | 1 %      |
| アジア系アメリカ人                             | 44 %   | 17 %     |
| 黒人・アフリカ系アメリカ人                     | 7 %    | 3 %      |
| ヒスパニック・ラテン系                         | 19 %   | 7 %      |
| ネイティブ・ハワイアン、その他太平洋諸島出身者 | 1 %    | 1 %      |
| 白人                                           | 41 %   | 36 %     |
| 留学生                                         | 12 %   | 46 %     |
| 不明                                           | 1 %    | 1 %      |

## 世界大学ランキング
- 上海交通大学高等教育研究所(総合)：世界第9位 (2023年)[17]
- TIMES世界大学ランキング(総合)：世界第7位 (2024年)[18]
- TIMES世界大学評価ランキング(総合)：世界第13位 (2023年)[19]
- QS世界大学ランキング(総合)：世界第15位 (2024年)[20]
- US NEWS世界ベスト大学ランキング(総合)：世界第9位 (2022-2023年)[21]
- TIMES 世界大学ランキング（総合）：世界第１位🥇【2011〜2015】までオックスフォード大学を抜いて連続1位を維持している。

## 著名な教員
- H. デビッド・ポリツァー - 2004年 ノーベル物理学賞受賞
- アハメッド・ズウェイル - 1999年 ノーベル化学賞受賞
- カール・デイヴィッド・アンダーソン - 1936年 ノーベル物理学賞(陽電子の発見)
- キップ・ソーン - 宇宙物理学者　ノーベル物理学賞（LIGOにて重力波の研究）
- ジェームズ・ヘス（英語版） - Ph.D.学生のときにHarold Kroto、Richard Smalleyらと共にフラーレンを発見、Nanosys社技術顧問
- ジョージ・ウェルズ・ビードル - 1958年 ノーベル生理学・医学賞受賞
- デヴィッド・ボルティモア - 1975年 H・M・テミン、R・ダルベッコとノーベル生理学・医学賞受賞
- トーマス・ハント・モーガン- 1933年 「遺伝における染色体の役割に関する研究」でノーベル生理学・医学賞受賞
- ハリー・グレイ - 2004年 ウルフ賞化学部門受賞
- マックス・デルブリュック - 1969年 ノーベル生理学・医学賞受賞
- マレー・ゲルマン - 1969年 ノーベル物理学賞受賞。クォークの父
- ライナス・ポーリング - 1954年 ノーベル化学賞受賞
- リチャード・P・ファインマン - 1965年 朝永振一郎、 ジュリアン・シュウィンガー とノーベル物理学賞受賞
- ルドルフ・マーカス - 1992年 ノーベル化学賞受賞
- ルドルフ・メスバウアー- 1961年 ノーベル物理学賞受賞
- レナート・ドゥルベッコ - 1975年 ハワード・M・テミン、D・ボルティモアとノーベル生理学・医学賞受賞
- ロジャー・スペリー - 1981年 ノーベル生理学・医学賞受賞
- ロバート・A・ミリカン - 1923年 「電気素量、光電効果に関する研究」でノーベル物理学賞受賞
- ロバート・オッペンハイマー - 物理学者。「原爆の父」と呼ばれる
- ロバート・グラブス - オレフィンメタセシスの触媒開発など。2005年、ノーベル化学賞受賞。
- 大栗博司 - 理論物理学者
- 金森博雄 - 地震学者
- 下條信輔 - 実験心理学者
- アルベルト・アインシュタイン − 理論物理学者

## 著名な出身者
- ジョン・マッカーシー, LISPの開発者、 「人工知能の父」と呼ばれる
- 銭学森, 航空力学者、ジェット推進研究所の共同設立者、「中国宇宙開発の父」と呼ばれる
- カール・デイヴィッド・アンダーソン, 1936年 陽電子の発見でノーベル物理学賞受賞
- ロバート・バロー, マクロ経済学者、ハーバード大学教授
- デイヴィッド・ブリン,SF作家
- フランク・キャプラ, 映画監督 代表作『素晴らしき哉、人生!』
- チェスター・カールソン, 乾式複写機の発明
- ウィリアム・ファウラー, 1983年 ノーベル物理学賞受賞
- ドナルド・グレーザー, 1960年 泡箱の発明でノーベル物理学賞受賞
- リーランド・ハートウェル, 2001年 ノーベル生理学・医学賞受賞
- エドワード・ルイス, 1995年 ノーベル生理学・医学賞受賞
- ウィリアム・リプスコム, 1976年 ノーベル化学賞受賞
- ブノワ・マンデルブロ, フラクタル幾何学の創始者
- エドウィン・マクミラン, 1951年 グレン・シーボーグとともに超ウラン元素の発見でノーベル化学賞受賞
- ロバート・マートン, 1997年 マイロン・ショールズとともに、「金融派生商品（デリバティブ）価格決定の新手法（ブラック-ショールズ方程式の開発と証明）」でノーベル経済学賞受賞
- ゴードン・E・ムーア,インテルの創立者、 ムーアの法則の提唱者
- ダグラス・D・オシェロフ, 1996年 超流動の発見でノーベル物理学賞受賞
- ライナス・ポーリング, 1954年 X線による物質の結晶構造の研究でノーベル化学賞を、 1962年 原水爆反対運動によりノーベル平和賞を受賞
- レオ・J・レインウォーター, 1975年 ノーベル物理賞受賞、コロンビア大学教授
- ベンジャミン・ローゼン（英語版）, コンパック協同設立者
- ハリソン・シュミット 宇宙飛行士・米国上院議員
- ウィリアム・ショックレー, 1956年 「半導体の研究およびトランジスタ効果の発見」でノーベル物理学賞受賞。トランジスタの父。シリコンバレーの創始者
- バーノン・スミス, 2002年 ノーベル経済学賞受賞
- ハワード・テミン, 1975年 「癌ウイルスと細胞遺伝質との相互作用に関する発見」でノーベル生理学・医学賞受賞
- チャールズ・H・タウンズ, 1964年 「メーザー、レーザーの発明および量子エレクトロニクス分野の基礎研究」でノーベル物理学賞受賞、コロンビア大学教授
- ケネス・ウィルソン, 1982年 「相転移に関連した臨界現象に関する研究」でノーベル物理学賞受賞
- ロバート・W・ウィルソン, 1978年 「宇宙マイクロ波背景放射の発見（膨張宇宙の証明）」でノーベル物理学賞受賞
- スティーヴン・ウォルフラム, マセマティカの開発者
- ニック・バルア - 実業家、物理学者、エン株式会社の創設者兼CEO[22]
- 下村努（学部課程）, 計算物理学者・コンピュータセキュリティ専門家, FBIによるハッカーのケビン・ミトニックの逮捕にあたり捜索に協力
- ハロルド・ブラウン (政治家), 1977年まで学長を務めた後、アメリカ合衆国国防長官に就任。

## 学生生活

### 学生寮
11の学生寮（うち8つが伝統的なハウス）が存在し、学部生は最初の2年間はこれらに住むことが義務付けられている。実際にはほとんどの学生が自ら4年間の学生生活を過ごしている。

#### 伝統的なハウス制の学生寮(Affiliated Houses)
- Avery House
- North Houses
  - Lloyd House
  - Page House
  - Venerable House
- South Houses
  - Blacker House
  - Dabney House
  - Fleming House
  - Ricketts House

#### ハウス制ではない学生寮(unaffiliated (non-House) halls)
- Bechtel Residence
- Marks/Braun House

### 課外活動
アルペンスキー、クイズボール、ロボット工学などをはじめ、公認の学生主導のクラブ活動や団体が100以上存在している。また芸術、運動などの分野の部門が存在し、これらの活動への支援も行っている。

## 周辺
大学周辺には高級住宅街が広がり、治安はよい。北東部にはパサデナ・シティ・カレッジが隣接し、南東部には徒歩数十分の距離にハンティントン・ライブラリーがある。同じパサデナ市内にはローズボウル、ノートン・サイモン美術館、イートン・キャニオン・フォールズやジェット推進研究所がある。パサデナ市北側には、ウィルソン山天文台が設置されているウィルソン山を含むサン・ガブリエル山系が広がっており、大学敷地近辺から眺めることができる。

## エピソード
- 1983年にパロマー天文台で発見された小惑星(2906) Caltechは、同天文台が本学付属の施設であること、また本学のスタッフ2人が発見し、同じく本学の学生5人がそれを補佐したことから、本学にちなんで命名された[28]。